# Сато, Эйсаку
Эйсаку Сато (яп. 佐藤 榮作 Сато: Эйсаку, 27 марта 1901, префектура Ямагути  — 3 июня 1975, Токио) — японский политический и государственный деятель. Премьер-министр Японии (3 кабинета: 9 ноября 1964 — 17 февраля 1967, 17 февраля 1967 — 14 января 1970, 14 января 1970 — 7 июля 1972). Председатель Либерально-демократической партии (1964—1972). Лауреат Нобелевской премии мира (1974).
Главный секретарь Кабинета министров (1948—1949), министр телекоммуникаций (1951—1952), министр почты (1951—1952), министр строительства (1952—1953), министр финансов (1958—1960), министр торговли и промышленности (1961—1962). Начальник Управления по развитию Хоккайдо (1951—1952 и 1962—1964), глава Управления науки и техники (1963—1964).
Брат бывшего в 1957—1960 годах премьер-министром Японии Нобусукэ Киси и вице-адмирала Итиро Сато.

## Биография
Был младшим из трёх сыновей в семье отставного чиновника и поэта-любителя Хидэсукэ Сато, занимавшегося производством сакэ. В 1924 году окончил Токийский университет, где учился на юридическом факультете. Ещё во время вступительных экзаменов познакомился с Хаято Икэдой, будущим коллегой по партии и предшественником на посту премьер-министра Японии.
Успешно сдав экзамены на должность государственного служащего в 1923 году, до 1945 года служил на различных должностях в Министерстве железнодорожного сообщения. После капитуляции Японии во Второй мировой войне начал активно заниматься политической деятельностью.

## Политическая деятельность
В 1948—1949 годах — генеральный секретарь 2-го кабинета Сигэру Ёсиды. Ёсида пытался привлечь его в правительство сразу после окончания Второй мировой войны, однако американские оккупационные власти блокировали назначение Сато, поскольку его брат Нобусукэ был членом довоенного правительства и подозревался в совершении военных преступлений.
С 1949 года Сато — член палаты представителей японского парламента. В 1949—1964 годах (с перерывами) занимал различные министерские посты. В 1953—1954 годах — генеральный секретарь Либеральной партии.
Парламентские выборы 1949 года изменили соотношение сил в пользу партии Сато; он оставил пост секретаря кабинета и стал одним из ближайших помощников премьера Ёсиды, сначала в качестве министра почт и телекоммуникаций (1951—1952), затем — в качестве министра строительства (1952—1953).
Карьера Сато сильно пострадала в 1954 году, когда ему и нескольким другим политикам было предъявлено обвинение в получении взятки от судостроительной компании. Обвинения против него затем были сняты, но партия понесла серьёзные репутационные потери. До 1957 году Сато находился вне политики, затем был избран председателем исполнительного комитета обновленной Либерально-демократической партии, президентом которой был его брат.
В 1958 году Нобусукэ Киси стал премьер-министром Японии, назначив брата министром финансов. В 1960 году на посту премьера его сменил одноклассник Сато Хаято Икэда, который предложил ему должность министра внешней торговли и промышленности. В июле 1962 года Сато вышел из кабинета и отправился в зарубежную поездку, в которой встречался с лидерами Франции, США и других великих держав. Затем, несмотря на разногласия с Икэдой, Сато вернулся в его кабинет в июле 1963 года. Он выдвинул свою кандидатуру на пост лидера партии, чтобы в случае победы на выборах возглавить правительство. Хотя Икэда сохранил лидерство, в октябре 1964 года он был вынужден подать в отставку по состоянию здоровья. После некоторых колебаний Икэда назначил Сато своим преемником, и 9 ноября 1964 парламент избрал того премьер-министром.

## На посту премьер-министра

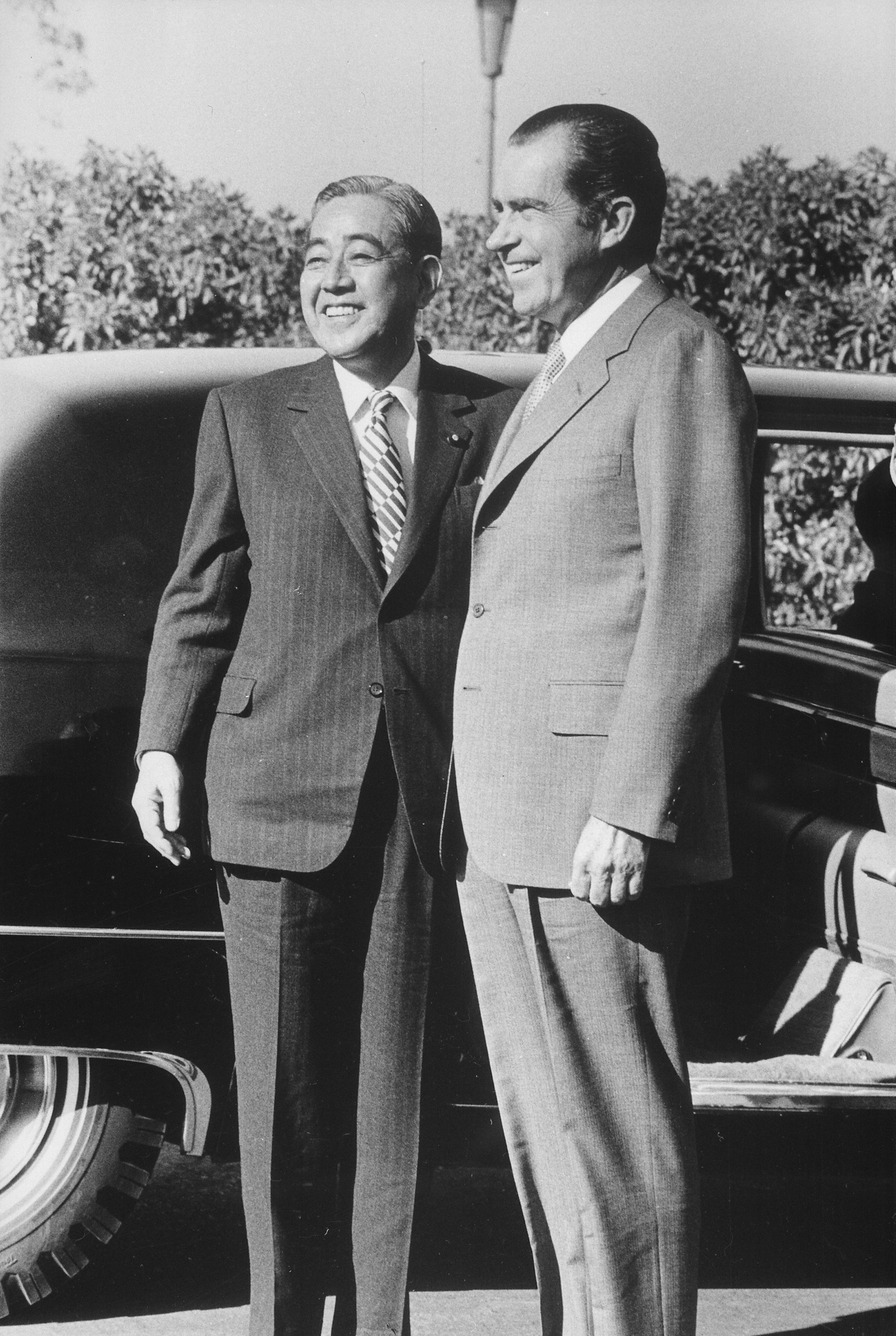
Эйсаку Сато с Ричардом Никсоном в 1972 году

С ноября 1964 по июль 1972 года Сато — премьер-министр и президент правящей Либерально-демократической партии. Экономический рост при нём оставался стабильным. Одновременно он столкнулся с ростом леворадикального студенческого движения, выступавшего против его внешней и внутренней политики.
Основой внешнеполитического курса правительства Эйсаку Сато была ориентация на США и их союзников, на сохранение и укрепление японо-американского военно-политического союза, экономических связей с США. Сато стремился улучшить отношения Японии с соседями. В период его пребывания на посту премьер-министра были нормализованы отношения и восстановлены дипломатические связи с бывшей жертвой японской агрессии Южной Кореей (1965); создан при активном участии Японии Азиатско-Тихоокеанский совет (1966); подписано соглашение с США о возвращении Японии в 1972 году островов Рюкю (префектуры Окинава). В 1967 году Сато сформулировал «Три неядерных принципа», совершил поездку на Филиппины, в Австралию, Новую Зеландию, Южный Вьетнам, Лаос, Таиланд, Сингапур, Малайзию, Индонезию и Бирму, что благотворно сказалось на развитии торговых и культурных отношений. Он также посещал Тайвань в 1967 году и протестовал против принятия КНР в ООН в 1971 году. Вместе с тем, за этот период произошло значительное развитие советско-японских отношений.
В июле 1972 года он покинул пост премьер-министра из-за разногласий внутри партии. 19 мая 1975 года во время обеда в ресторане у Сато произошло кровоизлияние в мозг. Через две недели он умер.

## Нобелевская премия
Сато провозгласил «три безъядерных принципа» Японии, за что и был награждён Нобелевской премией мира 1974 года, которую разделил с ирландским общественно-политическим деятелем Шоном Макбрайдом. Принимая награду, Сато призвал СССР и США к ядерному разоружению. Он также говорил о необходимости заключить международное соглашение о сотрудничестве в мирном использовании энергии атома.
Выбор Сато как Нобелевского лауреата кое-где был встречен с удивлением — многие ставили под сомнение антимилитаризм и миролюбие Сато, одобрившего в 1968 году американские бомбардировки Северного Вьетнама, а также препятствовавшего восстановлению нормальных отношений с Пекином.
К тому же, позднейшие свидетельства, в том числе и его сына, указывали, что Эйсаку Сато не возражал против присутствия на территории или в территориальных водах Японии американских военных кораблей с ядерным вооружением. Более того, в конце 2009 года в японской прессе был опубликован текст соответствующего секретного соглашения между Токио и Вашингтоном, позволявшего американским кораблям с ядерным оружием находиться в японских портах. Факт существования этого договора длительное время отрицался консервативными правительствами ЛДП, но в 2010 году, уже при кабинете Юкио Хатоямы из конкурирующей партии, его официально подтвердила правительственная комиссия.

## Награды
- Нобелевская премия мира (1974, наряду с Шоном Макбрайдом).
- Орден Изабеллы Католической (1965, Испания[5])